# 바르토시 쿠레크
바르토시 카밀 쿠레크(폴란드어: Bartosz Kamil Kurek, 1988년 8월 29일~)는 폴란드의 배구 선수로 포지션은 아웃사이드 히터이다. 현재 일본의 V.리그의 울프도그스 나고야와 폴란드 배구 국가대표팀 소속으로 뛰고 있다. 배구 선수로 활동한 아담 쿠레크의 아들로 태어나 2004년에 아버지가 뛰었던 팀인 폴란드 리그의 AZS PWSZ 니사에서 선수 생활을 시작했다. 이후 ZAKSA 켕지에진코질레를 거쳐 2008년에 스크라 베우하투프로 이적하여 3회 연속으로 리그 우승을 달성했으며, 러시아와 이탈리아, 일본 리그에서 활동하였다. 그는 이탈리아 리그 시절인 2013–14 시즌에 리그 우승을 차지했으며, 2014년 이탈리아 수페르코파 우승을 달성했다.
국제 대회에서 폴란드 배구 대표팀의 일원으로 활약하고 있으며, 올림픽에 3번(2012년, 2016년, 2020년) 참가하였으며, 2018년 세계 선수권 대회 우승, 2022년 세계 선수권 대회 준우승, 2009년 유럽 선수권 대회 우승, 2012년 월드리그 우승을 달성했다. 2019년에는 배구 선수 최초로 폴란드 올해의 스포츠인으로 선정되었다.